# Flymens kyrka
Flymens kyrka är en kyrkobyggnad i Fjärdsjömåla i Lunds stift. Den är församlingskyrka i Lyckå församling.

## Kyrkobyggnaden
Från Flymen till den dåvarande församlingskyrkan i Augerum är det idag 15 km; 1800-talets småvägar innebar nog ytterligare ett par kilometer. Den växande befolkningen på landsbygden skapade därför ett behov, att uppföra en kyrka även i denna del av Blekinge. I samband med biskopsvisitationen 1856 i Augerum lyftes frågan.  En ny kyrka ansågs dock för dyr och det skulle dröja 50 år innan kyrkan stod klar. 
Flymens kyrka med nygotiska stildrag uppfördes i granit åren 1905-1906 i Fjärdsjömåla efter ritningar av Ludvig Petterson och Carl Johnson.Arbetet leddes av byggmästare Carl Petersson,Torsås. Invigningen ägde rum den 23 september 1907 och förrättades av kyrkoherden Hilmer Bergström.
Från början var kyrkan en kapellkyrka. 1920 blev kyrkan huvudkyrka i den nybildade Flymens församling. 
Kyrkan har genomgått restaureringar 1937, 1956 och 1981.
Kyrkan består av ett långhus med torn i öster och kor i väster. Koret är förlagt i en femsidig korutbyggnad vid västra kortsidan.I tornet hänger kyrkans två klockor, en större och en mindre, båda gjutna 1906 av K. G. Bergholtz Stockholm.

## Interiör
Kyrkorummet präglas av ljus och rymd.Det välvda taket tillkom 1937. Koret är försett med ett stjärnvalv.En skärmvägg avskärmar den bakomliggande sakristian. Altaruppsats,predikstol och dopfunt är samtida med kyrkans uppförande. Vid kyrkans 50-årsjubileum 1956 erhöll altaruppsatsen fyra målningar utförda av konstnären Gunnar Torhamn.1981 byttes de ursprungliga kyrkbänkarna ut mot en ny öppen bänkinredning.

## Orglar
- Den första orgeln byggdes 1905 av Åkerman & Lund Orgelbyggeri med nio stämmor.
- Dagens orgel är byggd 1964 av Mårtenssons orgelfabrik i Lund och den utökades 1981 av J. Künkels Orgelverkstad. Den har sju stämmor och är mekanisk.

| Huvudverk (I) C-g3 | Svällverk (II) C-g3 | Pedalverk (P) C-f1 | Koppel |
| ------------------ | ------------------- | ------------------ | ------ |
| Gedackt 8'         | Spetsgamba 8'       | Subbas 16'         | I/P    |
| Principal 4'       | Rörflöjt 4'         |                    | II/P   |
| Mixtur             | Svegel 2'           |                    | II/I   |

## Bildgalleri

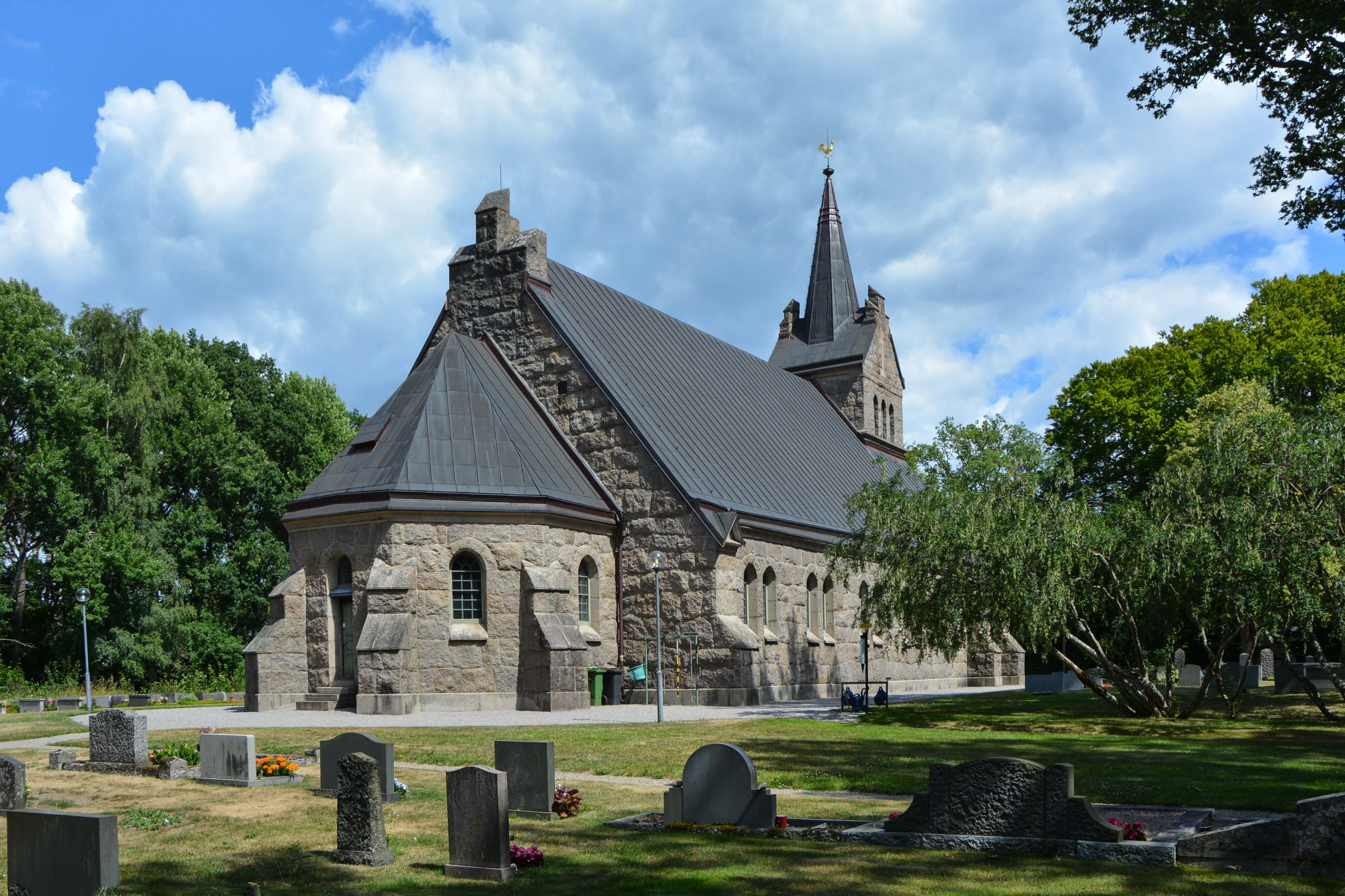
Kyrkans exteriör från sydväst
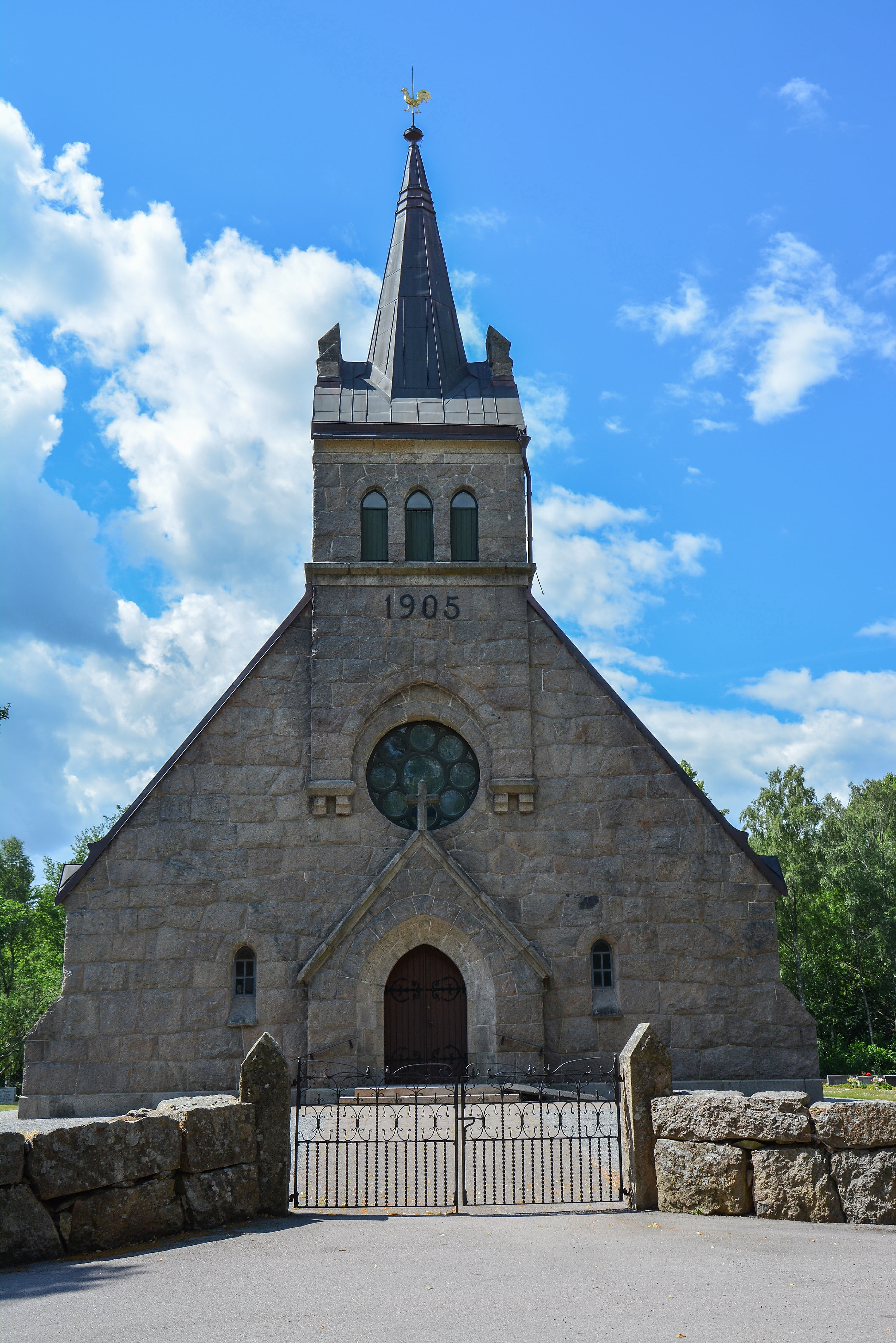
Exteriör från öster
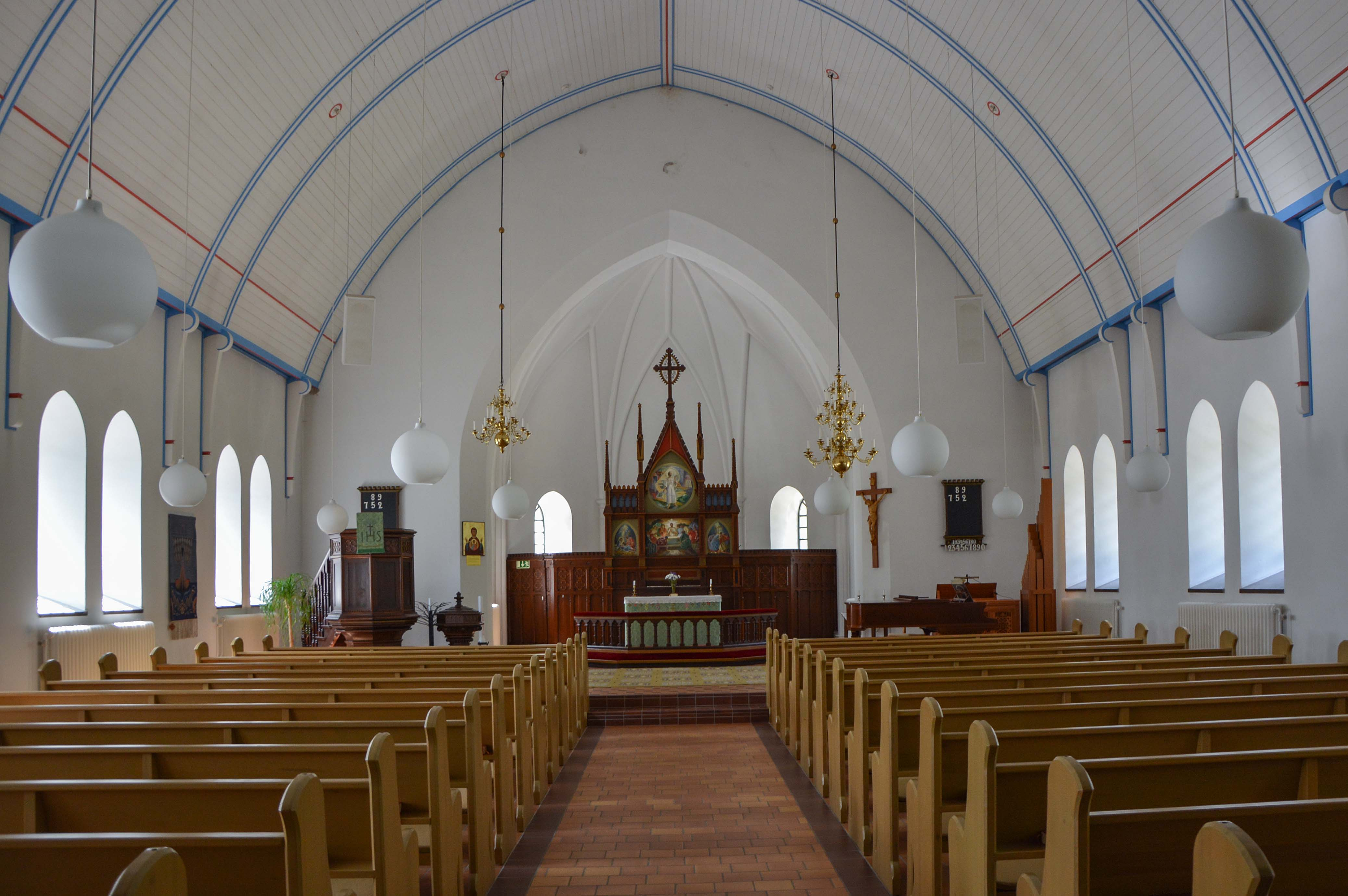
Interiör mot väster
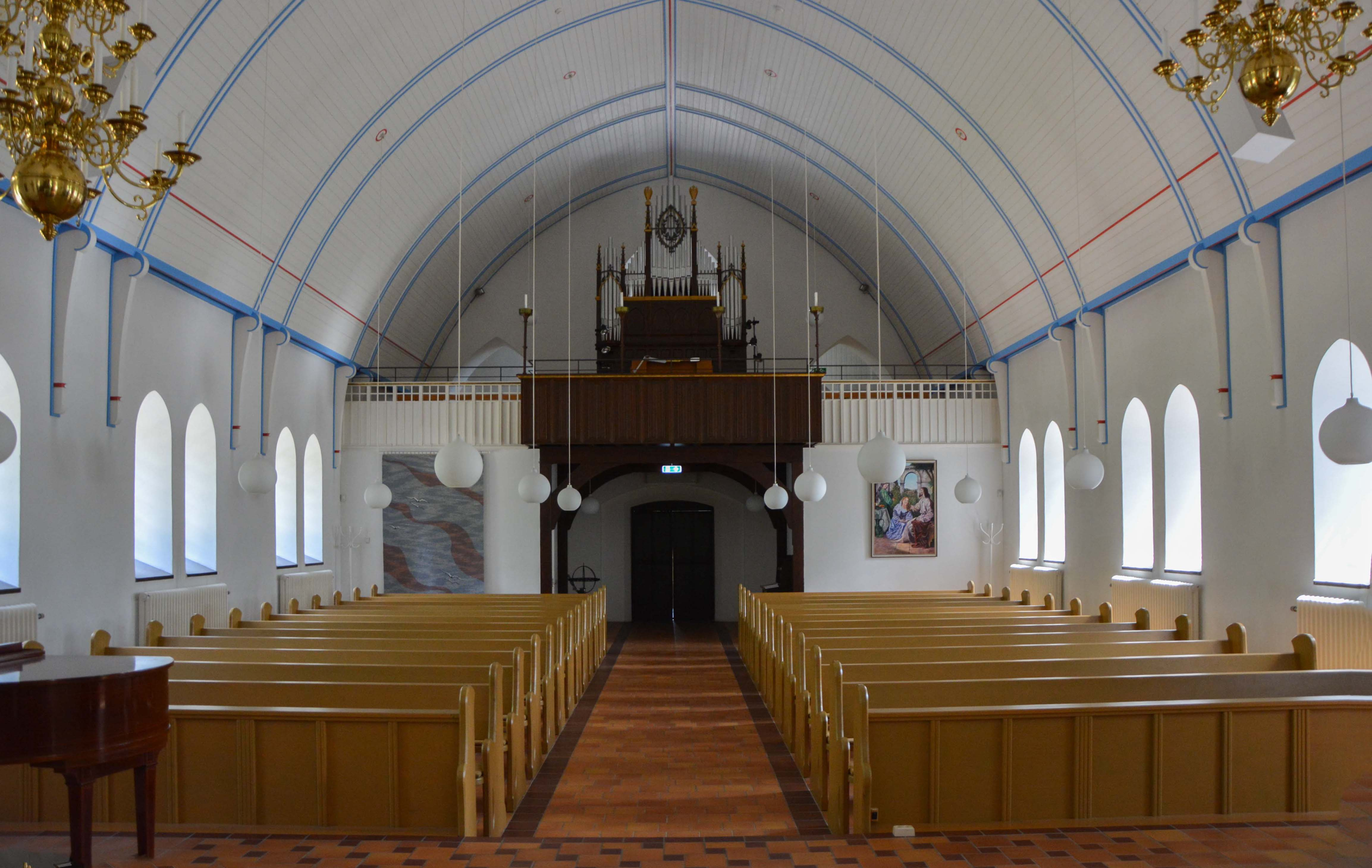
Interiör mot öster
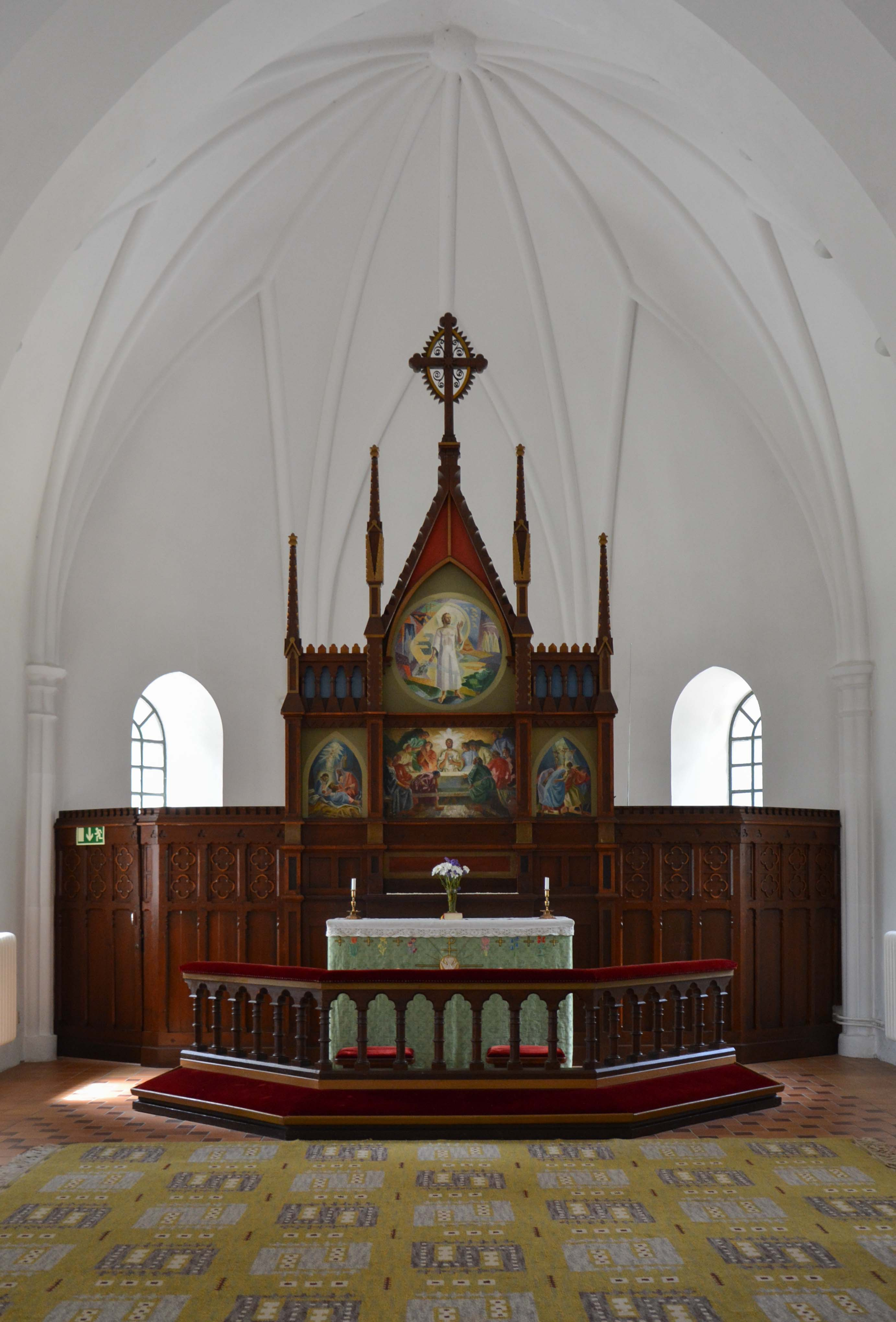
Koret med stjärnvalv
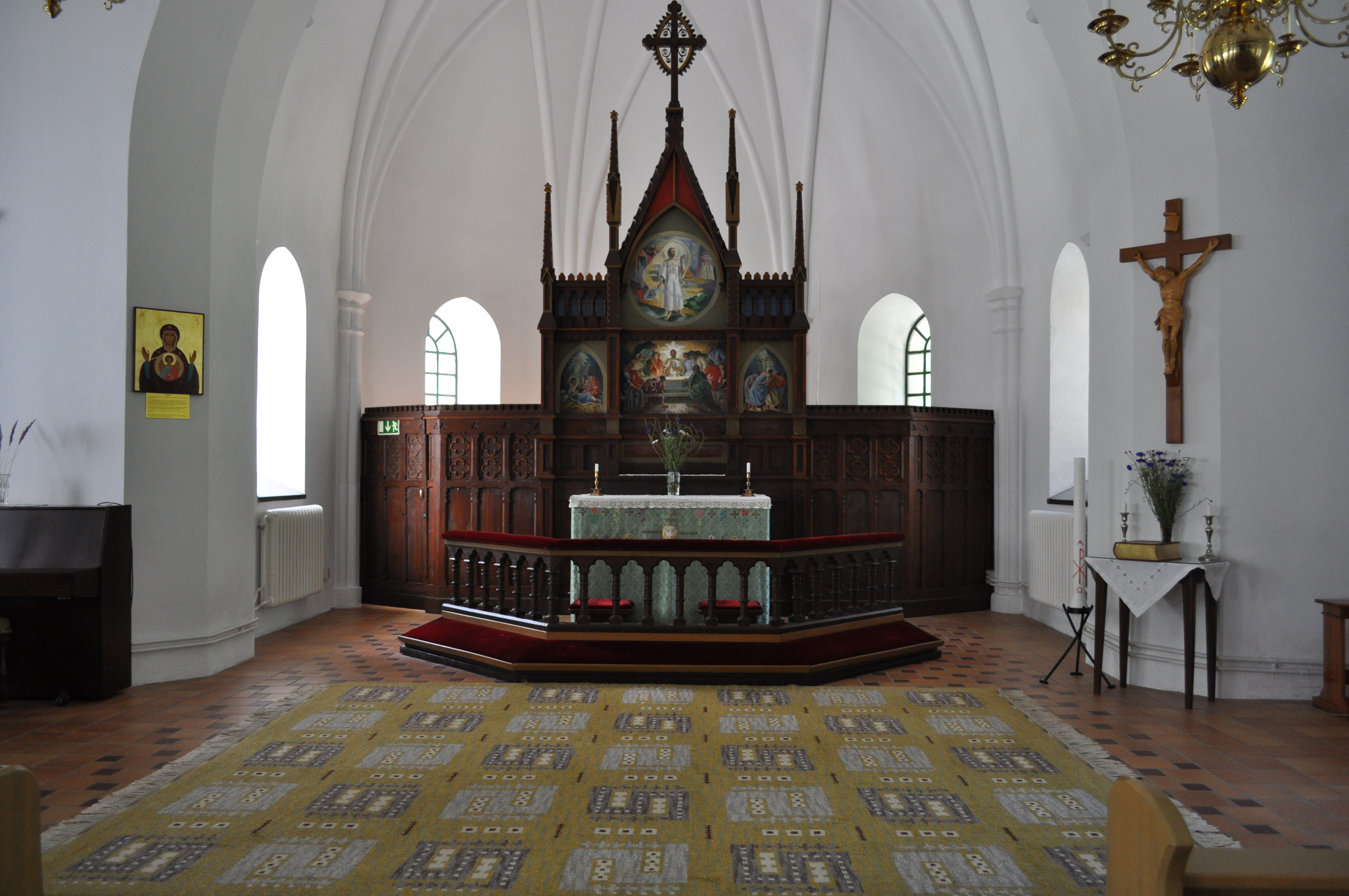
Altaruppsats och skärmvägg
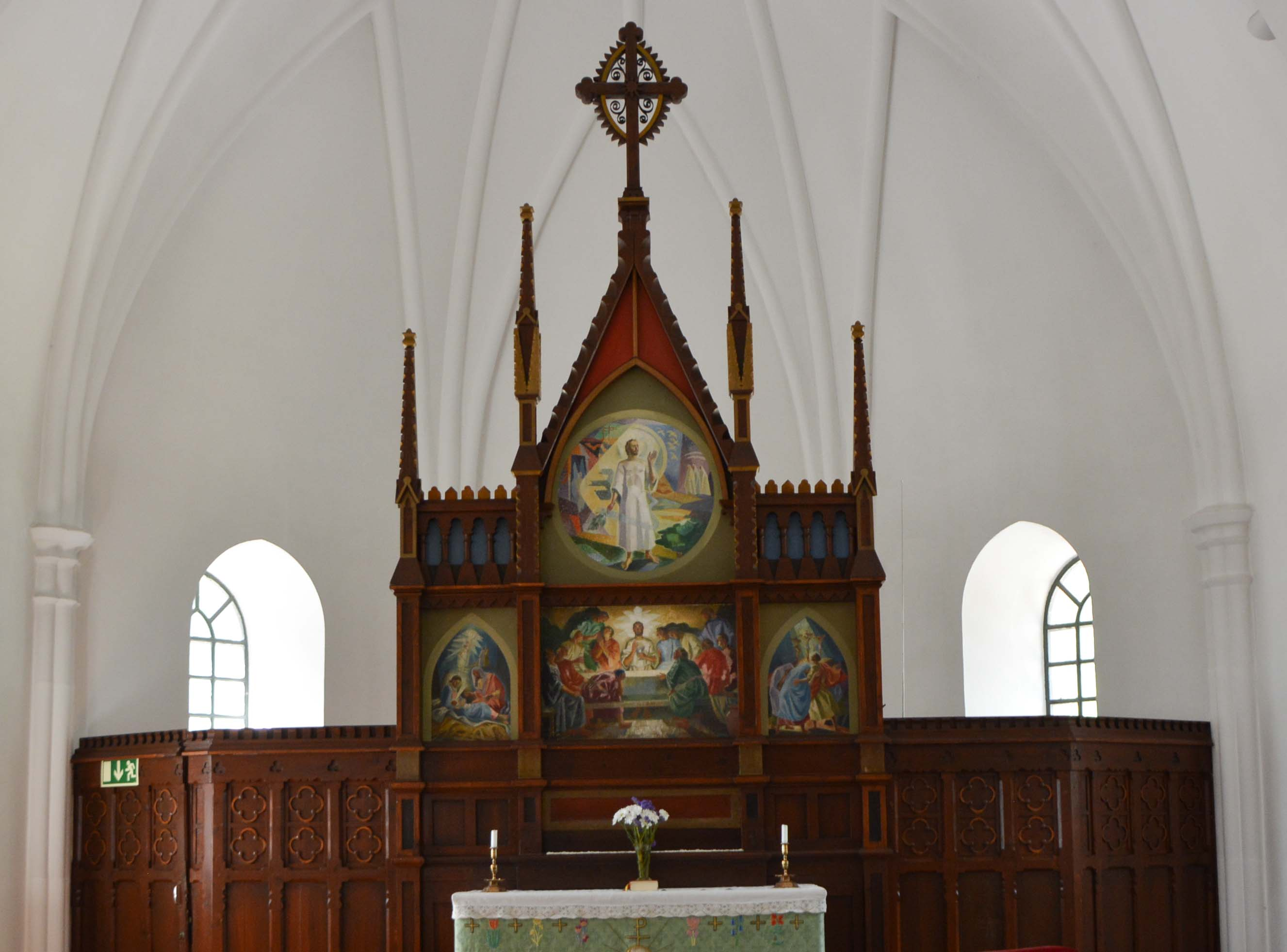
Altaruppsatsen med målningar av Gunnar Torhamn
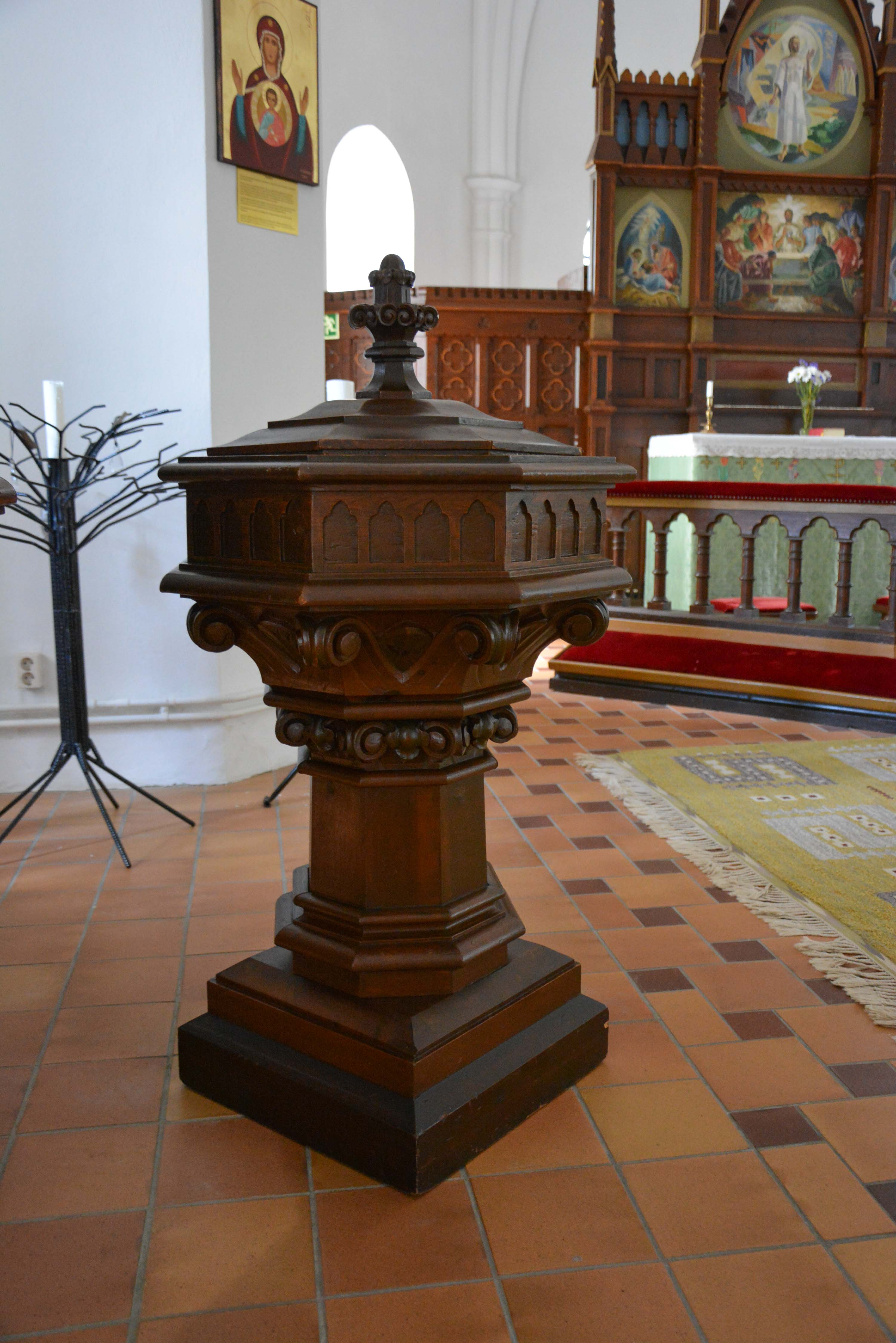
Dopfunten
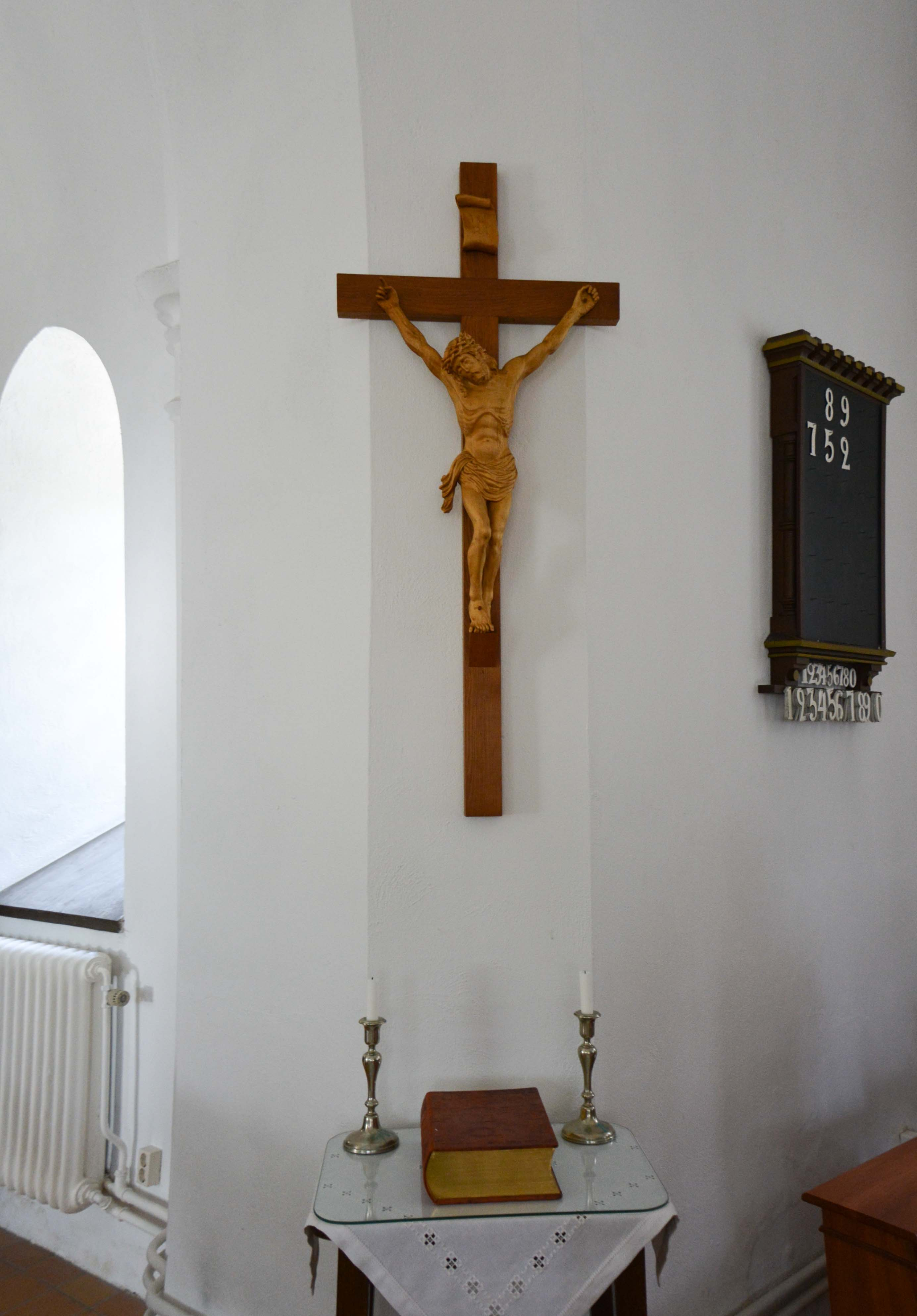
Krucifix
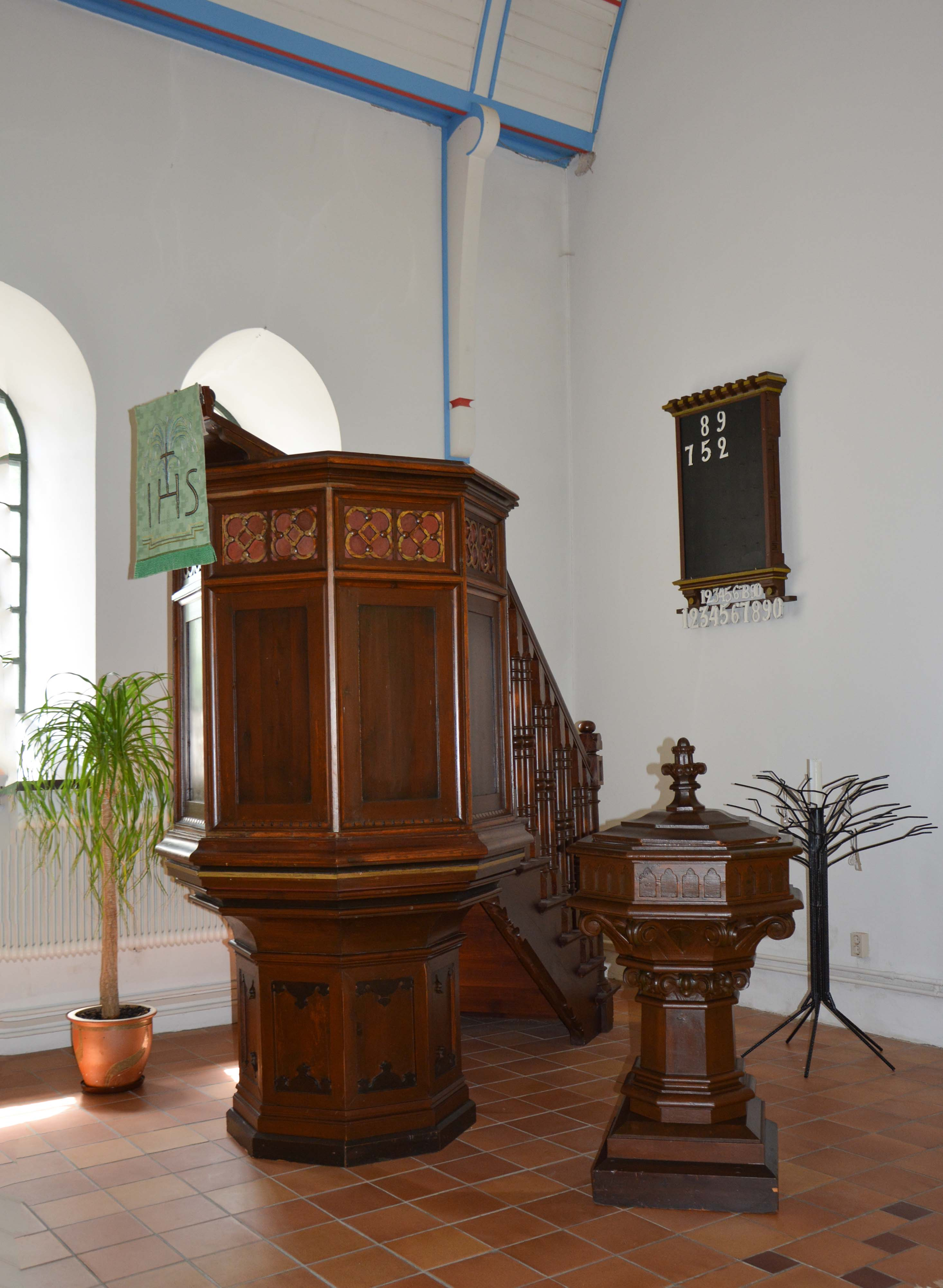
Predikstol och dopfunt
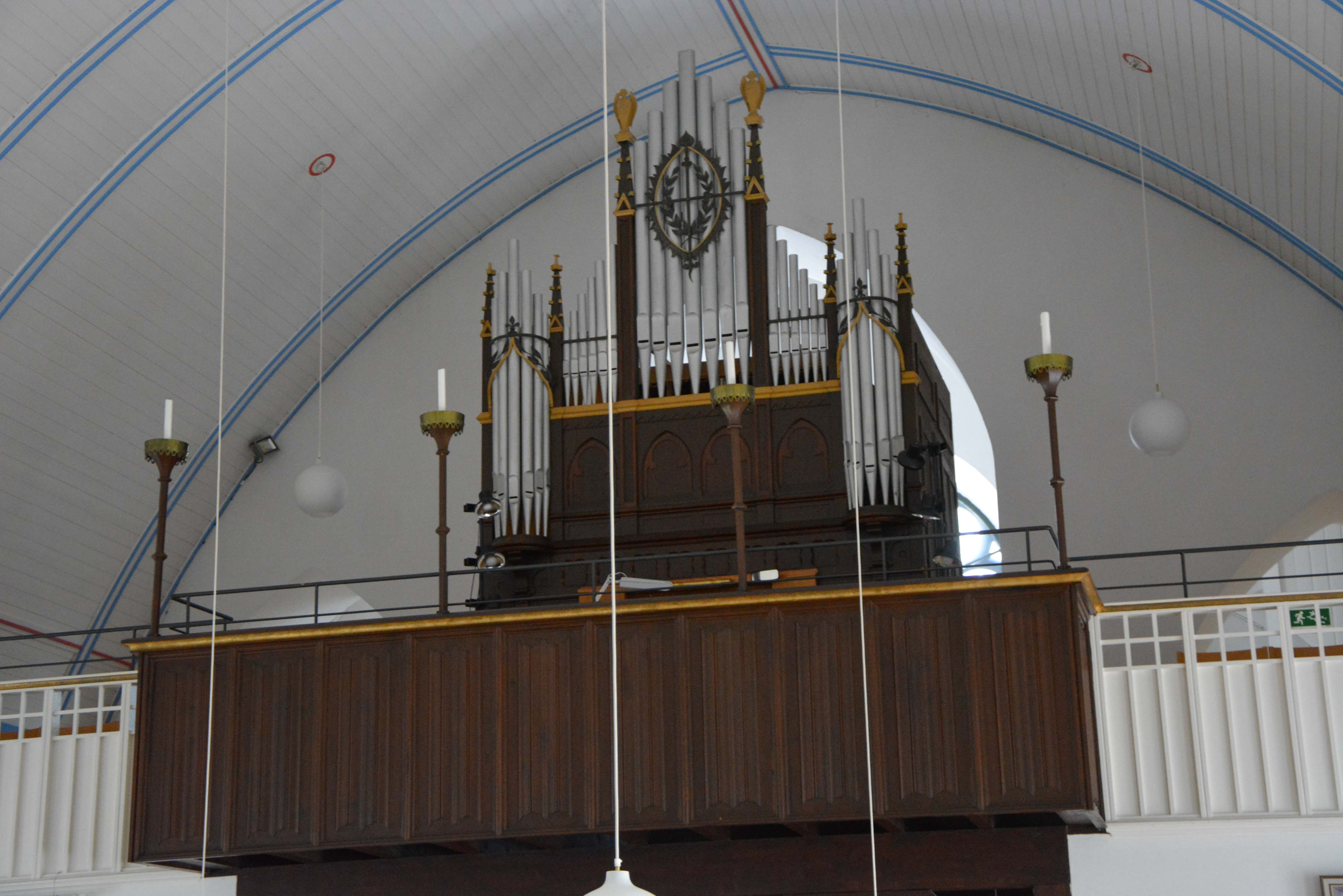
Orgeln